# Bunomys fratrorum
Bunomys fratrorum är en däggdjursart som först beskrevs av Thomas 1896.  Bunomys fratrorum ingår i släktet Bunomys och familjen råttdjur. IUCN kategoriserar arten globalt som sårbar. Inga underarter finns listade.
Denna gnagare förekommer i östra delen av Sulawesis norra halvö. Arten vistas i bergstrakter som är cirka 1050 meter höga och vissa individer når 1800 meter över havet. Habitatet utgörs av regnskog.